# Colón (miasto w Salwadorze)
Colón – miasto w zachodnim Salwadorze, w departamencie La Libertad, położone około 10 km na zachód od stolicy departamentu - miasta Santa Tecla. Na wschód od miasta wznosi się wulkan San Salvador.
Ludność (2007): 91,2 tys. (miasto), 97,0 tys. (gmina).
W Colón znajduje się popularne kąpielisko Los Chorros.